# Landtag de Carinthie
23e législature
Landhaus (de)
Le Landtag de Carinthie (en allemand :  Kärntner Landtag) est le parlement régional du land autrichien de Carinthie. Il siège au Landhaus (de) à Klagenfurt.

## Histoire

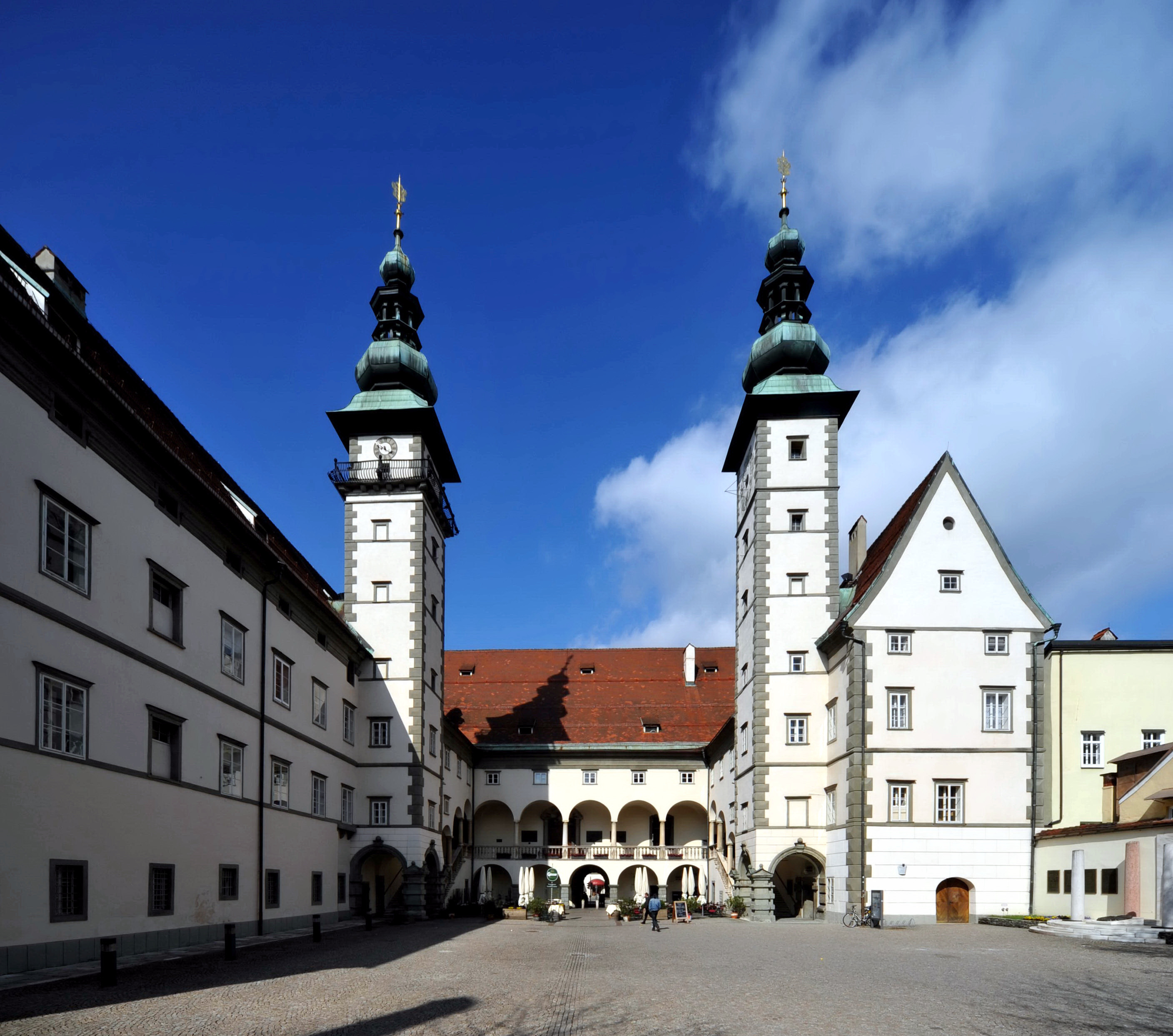
Landhaus.

Le Landtag actuel remonte à l'assemblée des États (Landstände) du duché de Carinthie existant depuis le début de l'époque moderne. Le Landhaus, lieu de réunion à Klagenfurt, fut construit dans les années 1574 à 1594. Une première assemblé représentative des citoyens a été élue au cours de la révolution autrichienne de 1848. Le parlement régional d'aujourd'hui a été créé avec l'adoption de la Patente de février en 1861.

## Système électoral
Le Landtag est composé de 36 sièges pourvus pour cinq ans au scrutin proportionnel plurinominal avec listes ouvertes, vote préférentiel et seuil électoral de 5 % dans quatre circonscriptions plurinominales. Après décompte des suffrages, il est d'abord effectué une répartition provisoire des sièges selon le quotient de Hare. Les sièges sont ensuite répartis selon la méthode D'Hondt à tous les partis ayant franchi le seuil de 5 % des suffrages exprimés à l'échelle du land entier, où obtenus au moins un siège à la pré-répartition.